# Emma Hewitt
Emma Louise Hewitt (* 28. April 1988 in Geelong, Australien) ist eine in Los Angeles lebende Singer-Songwriterin. Sie ist bekannt als Vocalist mehrerer Trance-Hits. 

## Biographie
Obwohl Emma Hewitt einen musikalischen Hintergrund in der Rockmusik hatte, veröffentlichte sie ihre Debüt-Single im Jahr 2007 im Bereich Progressive House. "Carry Me Away" war eine Kollaboration mit dem britischen DJ Chris Lake. Die Single erreichte Platz 11 in den spanischen Single-Charts sowie Platz 12 in Finnland. In den Vereinigten Staaten war die Single insgesamt 50 Wochen in den Billboard Hot-Dance-Airplay-Charts und erreichte Platz 1 im Dezember 2007. 
Seit dem Erfolg ihrer ersten Single hat sie mit mehreren Trance-Künstlern zusammengearbeitet, unter anderem mit Cosmic Gate, Gareth Emery, Dash Berlin und Ronski Speed. Die Single "Waiting", die sie 2009 mit Dash Berlin veröffentlichte, erreichte Platz 25 in den belgischen Single-Charts. In Armin van Buurens populärer Radiosendung A State of Trance wurde die Single von den Zuhörern mit 2109 Stimmen zum zweitbesten Song des Jahres 2009 gewählt. Bei den International Dance Music Awards 2010 wurde "Waiting" als Best HiNRG/Euro Track ausgezeichnet. In der Kategorie Best Trance Track war sie zweimal nominiert, mit "Waiting" und mit "Not Enough Time". 2012 war sie erneut nominiert in der Kategorie Best Trance Track mit dem Track „Be Your Sound“, den sie mit Cosmic Gate veröffentlichte.
Hewitt ist auch Frontsängerin der australischen Rock-Band Missing Hours, mit der sie im Oktober 2008 das gleichnamige Debüt-Album herausbrachte. Derzeit ist die Band, die sie mit ihrem Bruder Anthony gegründet hat, nicht mehr aktiv, da beide nach Europa zogen und sich als Songwriter der elektronischen Tanzmusik zugewendet haben.

## Diskografie

### Alben
- 2008: Missing Hours
- 2012: Burn the Sky Down
- 2023: Ghost of the Light

### Singles
- 2012: Colours
- 2012: Miss You Paradise
- 2012: Still Remember You (Stay Forever)
- 2012: Foolish Boy
- 2012: Rewind
- 2013: Crucify

### Kooperationen
- 2007: Chris Lake feat. Emma Hewitt – Carry Me Away
- 2009: Cosmic Gate feat. Emma Hewitt – Not Enough Time
- 2009: Serge Devant feat. Emma Hewitt – Take Me With You
- 2009: Dash Berlin feat. Emma Hewitt – Waiting
- 2009: Amurai feat. Emma Hewitt - Crucify Yourself
- 2010: Ronski Speed pres. Sun Decade feat. Emma Hewitt – Lasting Light
- 2010: Marcus Schössow & Reeves feat. Emma Hewitt – Light
- 2010: Gareth Emery with Emma Hewitt – I Will Be the Same
- 2010: Lange feat. Emma Hewitt – Live Forever
- 2011: Dash Berlin feat. Emma Hewitt – Disarm Yourself
- 2011: Allure feat. Emma Hewitt – No Goodbyes
- 2011: Allure feat. Emma Hewitt – Stay Forever
- 2011: Micky Slim feat. Emma Hewitt – Tonight
- 2011: Cosmic Gate feat. Emma Hewitt – Be Your Sound
- 2012: Cosmic Gate feat. Emma Hewitt – Calm Down
- 2012: Allure feat. Emma Hewitt – Stay Forever
- 2012: Dash Berlin feat. Emma Hewitt – Like Spinning Plates
- 2013: Armin van Buuren feat. Emma Hewitt – Forever Is Ours
- 2013: BT feat. Tritonal and Emma Hewitt – Calling Your Name
- 2015: Cosmic Gate feat. Emma Hewitt – Going Home
- 2015: 3LAU feat. Emma Hewitt – A Live Again
- 2015: Mark Sixma feat. Emma Hewitt – Restless Hearts
- 2016: Schiller feat. Emma Hewitt - Looking Out For You, Only Love
- 2017: Andrew Rayel feat. Emma Hewitt - My Reflection
- 2017: Cosmic Gate feat. Emma Hewitt – Tonight
- 2017: Mark Sixma feat. Emma Hewitt – Missing
- 2017: P.A.F.F. and Emma Hewitt – Give You Love
- 2017: Aly & Fila feat. Emma Hewitt – You & I
- 2018: 3LAU featuring Emma Hewitt – Worlds Away
- 2018: Markus Schulz feat. Emma Hewitt - Safe from Harm
- 2018: Gareth Emery and Emma Hewitt – Take Everything
- 2022: Emma Hewitt and Markus Schulz – Into My Arms